# Liste des ambassadeurs de Belgique près le Saint-Siège
Ceci est une liste des représentants diplomatiques de Belgique près le Saint-Siège.
| Nomination/installation | nom                                                  | Notes | Envoyé de S.M le roi                           | Envoyé à Sa Sainteté               | Année de départ |
| ----------------------- | ---------------------------------------------------- | ----- | ---------------------------------------------- | ---------------------------------- | --------------- |
| 1832                    | Vicomte Charles Vilain XIIII                         |       | Léopold Ier de Belgique                        | Grégoire XVI                       | 1835            |
| 1836                    | Prosper Edouard Noyer                                |       | Léopold Ier de Belgique                        | Grégoire XVI                       | 1838            |
| 1837                    | Vicomte Charles Vilain XIIII                         |       | Léopold Ier de Belgique                        | Grégoire XVI                       | 1837            |
| 1838                    | Comte Émile d'Oultremont de Wégimont                 |       | Léopold Ier de Belgique                        | Grégoire XVI                       | 1844            |
| 1844                    | Comte Charles van den Steen de Jehay                 |       | Léopold Ier de Belgique                        | Grégoire XVI                       | 1846            |
| 1846                    | Joseph de Riquet, prince de Chimay et de Caraman     |       | Léopold Ier de Belgique                        | Pie IX                             | 1847            |
| 1848                    | Eugène Ier, prince de Ligne                          |       | Léopold Ier de Belgique                        | Pie IX                             | 1849            |
| 1849                    | Emile de Meester de Ravestein, éc.                   |       | Léopold Ier de Belgique                        | Pie IX                             | 1850            |
| 1850                    | Henri de Brouckère, éc.                              |       | Léopold Ier de Belgique                        | Pie IX                             | 1850            |
| 1850                    | Emile de Meester de Ravestein, éc.                   |       | Léopold Ier de Belgique                        | Pie IX                             | 1859            |
| 1859                    | Henri Carolus                                        |       | Léopold Ier de Belgique Léopold II de Belgique | Pie IX                             | 1867            |
| 1875                    | Baron Auguste d’Anethan                              |       | Léopold II de Belgique                         | Léon XIII                          | 1880            |
| 1885                    | Baron Charles de Pitteurs-Hiegaerts                  |       | Léopold II de Belgique                         | Léon XIII                          | 1888            |
| 1889                    | Baron Edouard Whettnall (nl)                         |       | Léopold II de Belgique                         | Léon XIII                          | 1894            |
| 1894                    | Baron Théodore de Bounder de Melsbrœck               |       | Léopold II de Belgique                         | Léon XIII                          | 1896            |
| 1896                    | Baron Maximilien d’Erp de Holt de Baerlo             |       | Léopold II de Belgique Albert Ier de Belgique  | Léon XIII Pie X                    | 1915            |
| 1915                    | Jules Van den Heuvel                                 |       | Albert Ier de Belgique                         | Benoît XV                          | 1918            |
| 1919                    | Comte Léon Léopold d’Ursel                           |       | Albert Ier de Belgique                         | Benoît XV                          | 1921            |
| 1921                    | Baron Eugène Beyens                                  |       | Albert Ier de Belgique                         | Benoît XV Pie XI                   | 1924            |
| 1924                    | Baron Étienne Ruzette                                |       | Albert Ier de Belgique                         | Pie XI                             | 1926            |
| 1926                    | Baron Maximilien-Henri van Ypersele de Strihou       |       | Albert Ier de Belgique                         | Pie XI                             | 1935            |
| 1935                    | Baron Roger de Borchgrave                            |       | Léopold III de Belgique                        | Pie XI                             | 1937            |
| 1938                    | Bernard de l'Escaille de Lier, éc. (de)              |       | Léopold III de Belgique                        | Pie XI                             | 1939            |
| 1939                    | Adrien Nieuwenhuys                                   |       | Léopold III de Belgique                        | Pie XII                            | 1945            |
| 1946                    | SAS le prince Reginald Charles Alfred Arthur de Croÿ |       | Léopold III de Belgique                        | Pie XII                            | 1948            |
| 1948                    | Baron Alexandre Paternotte de la Vaillée             |       | Léopold III de Belgique Baudouin de Belgique   | Pie XII                            | 1953            |
| 1953                    | Vicomte Joseph Berryer                               |       | Baudouin de Belgique                           | Pie XII                            | 1957            |
| 1957                    | Baron Prosper Poswick                                |       | Baudouin de Belgique                           | Pie XII Jean XXIII Paul VI         | 1968            |
| 1968                    | Albert Hupperts                                      |       | Baudouin de Belgique                           | Paul VI                            | 1972            |
| 1972                    | Prince Werner de Merode                              |       | Baudouin de Belgique                           | Paul VI                            | 1976            |
| 1976                    | Willy Verriest                                       |       | Baudouin de Belgique                           | Paul VI                            | 1977            |
| 1977                    | Félix Standaert                                      |       | Baudouin de Belgique                           | Paul VI Jean-Paul Ier Jean-Paul II | 1980            |
| 1980                    | Baron Eugène Rittweger de Moor                       |       | Baudouin de Belgique                           | Jean-Paul II                       | 1984            |
| 1984                    | Baron Alexandre Paternotte de La Vaillée             |       | Baudouin de Belgique                           | Jean-Paul II                       | 1988            |
| 1988                    | Ferdinand De Wilde                                   |       | Baudouin de Belgique                           | Jean-Paul II                       | 1991            |
| 1991                    | Baron Henri Beyens                                   |       | Baudouin de Belgique Albert II de Belgique     | Jean-Paul II                       | 1994            |
| 1994                    | Baron Juan Cassiers                                  |       | Albert II de Belgique                          | Jean-Paul II                       | 1998            |
| 1998                    | Baron Thierry Muûls                                  |       | Albert II de Belgique                          | Jean-Paul II                       | 2002            |
| 2002                    | Benoît Cardon de Lichtbuer, éc.                      |       | Albert II de Belgique                          | Jean-Paul II Benoît XVI            | 2006            |
| 2006                    | Frank De Coninck                                     |       | Albert II de Belgique                          | Benoît XVI                         | 2010            |
| 2010                    | Charles Ghislain                                     |       | Albert II de Belgique Philippe de Belgique     | Benoît XVI François                | 2014            |
| 2014                    | Bruno Nève de Mévergnies, éc.                        |       | Philippe de Belgique                           | François                           | 2016            |
| 2016                    | Comte Jean Cornet d'Elzius                           |       | Philippe de Belgique                           | François                           | 2020            |
| 2020                    | Patrick Renault                                      |       | Philippe de Belgique                           | François                           |                 |